# Sauz de Fuentes
Sauz de Fuentes är en ort i Mexiko.   Den ligger i kommunen Cortazar och delstaten Guanajuato, i den centrala delen av landet, 220 km nordväst om huvudstaden Mexico City. Sauz de Fuentes ligger 1 789 meter över havet och antalet invånare är 452.
Terrängen runt Sauz de Fuentes är varierad. Runt Sauz de Fuentes är det ganska tätbefolkat, med 214 invånare per kvadratkilometer. Närmaste större samhälle är Celaya, 18,7 km nordost om Sauz de Fuentes. Trakten runt Sauz de Fuentes består till största delen av jordbruksmark.